# Chick Hafey
Charles James Hafey, soprannominato "Chick" (Berkeley, 12 febbraio 1903 – Calistoga, 2 luglio 1973), è stato un giocatore di baseball statunitense di ruolo esterno nella Major League Baseball (MLB). È stato introdotto nella National Baseball Hall of Fame nel 1971.

## Carriera
Hafey iniziò a giocare nella MLB con i St. Louis Cardinals nel 1924. Dal 1928 al 1930 mantenne una media di 27 fuoricampo e 114 RBI. Nel luglio 1929 pareggiò il record della National League colpendo dieci valide in dieci turni in battuta consecutivi. Nel 1931 si aggiudicò il titolo di miglior battitore della lega e si classificò quinto nel premio di MVP della stagione. Coi Cardinals, Hafey vinse due World Series, nel 1926 e nel 1931, venendo infine scambiato coi Cincinnati Reds dopo l'ennesima disputa salariale con la dirigenza. Con la nuova squadra, nel 1933 fu convocato per il primo All-Star Game della storia, dove fece registrare la prima battuta valida della storia dell'evento. Si ritirò dopo la stagione 1937. Nel gennaio 2014, i Cardinals annunciarono Hafey come uno dei 22 membri della classe inaugurale della Hall of Fame della squadra.

## Palmarès

### Club
- World Series: 2

St. Louis Cardinals: 1926, 1931

### Individuale
- MLB All-Star: 1

1933
- Miglior battitore della National League: 1

1931
- St. Louis Cardinals Hall of Fame